# Mirto Picchi
Mirto Picchi (San Mauro a Signa (Toscana), 15 de març, 1915 – Florència (Toscana), 25 de setembre, 1980) va ser un tenor italià.

## Biografia
Després de llicenciar-se en Economia i Comerç, va assistir regularment a classes de cant a Milà sota la direcció de Giulia Tess i Giacomo Armani, guanyant el concurs nacional de noves veus anunciat per ENAL a Mòdena el 1946. Al setembre del mateix any va debutar com a protagonista a Aïda al "Palazzo dello Sport" de Milà (el La Scala va quedar inutilitzat arran dels atemptats), en substitució de Galliano Masini. Va seguir el seu debut a la Scala l'any 1948, de nou a Aïda.
A partir d'aleshores va iniciar una intensa carrera que fins a principis dels anys 50 el va veure com un intèrpret destacat del repertori líric tenor (Rigoletto, Un ballo in maschera, La bohème, Tosca) i lirico-spinto (així com Aida, Don Carlo, Andrea Chenier, Norma).
A partir de la temporada 1951-52, com ell mateix confessa a les seves memòries Un trono vicino al sol, una atracció cap a personatges que experimenten estats d'ànim diferents dels habituals en els papers de tenor del segle XIX el van orientar cap a un estil decididament modern. repertori: The Rake's Progress i Oedipus Rex de Ígor Stravinski, Wozzeck de Alban Berg, Peter Grimes i Billy Budd de Britten, La figlia di Jorio de Pizzetti, The Prisoner de Dallapiccola.
Va participar en nombroses estrenes mundials, com ara l'esmentada Figlia di Jorio de Pizzetti (Teatro San Carlo de Nàpols, 1954), La Celestina  de Testi (Maggio Musicale Fiorentino 1963), Lorenzaccio de Bussotti, i a Estrenes italianes de Guerra i pau de Prokofiev (Florència 1953), The Drawn Bride de Busoni (1966), Els Bassàrids de Henze (La Scala 1968).
Va tenir més de noranta papers en el seu repertori i va estar present en teatres i festivals d'arreu del món: a més de La Scala, Maggio Musicale Fiorentino, La Fenice a Venècia, Viena, [[[Londres]], Zuric, Chicago, Rio de Janeiro i, amb especial assiduïtat, el Teatro Nacional de São Carlos a Lisboa.

## Repertori
| Rol                      | Títol                          | Autor                  |
| ------------------------ | ------------------------------ | ---------------------- |
| Florestano               | Fidelio                        | Beethoven              |
| Gualtiero                | Il pirata                      | Bellini                |
| Pollione                 | Norma                          | Bellini                |
| Tamburomaggiore          | Wozzeck                        | Berg                   |
| Faust                    | La dannazione di Faust         | Berlioz                |
| Don José                 | Carmen                         | Bizet                  |
| Nerone                   | Nerone                         | Boito                  |
| Peter Grimes             | Peter Grimes                   | Britten                |
| Capitan Vere             | Billy Budd                     | Britten                |
| Herman                   | Píkovaia dama                  | Piotr Ilitx Txaikovski |
| Giuseppe Hagenbach       | La Wally                       | Catalani               |
| Giasone                  | Médée                          | Cherubini              |
| Almansor                 | Les Abencérages                | Cherubini              |
| Lionetto de' Ricci       | Gloria                         | Cilea                  |
| Il carceriere            | Il prigioniero                 | Dallapiccola           |
| Don Juan                 | Kàmenni gost                   | Dargomyžskij           |
| Gennaro                  | Lucrezia Borgia                | Donizetti              |
| Poliuto                  | Poliuto                        | Donizetti              |
| Admeto                   | Alceste                        | Gluck                  |
| Rinaldo                  | Armida                         | Gluck                  |
| Andrea Chénier           | Andrea Chénier                 | Giordano               |
| Sansone                  | Samson                         | Händel                 |
| Giove                    | Semele                         | Händel                 |
| Laca Klemeň              | Jenůfa                         | Janáček                |
| Il principe              | Antigone                       | Liviabella             |
| Avito                    | L'amore dei tre re             | Montemezzi             |
| Nerone                   | L'incoronazione di Poppea      | Monteverdi             |
| Idomeneo                 | Idomeneo                       | Mozart                 |
| Don Basilio              | Le nozze di Figaro             | Mozart                 |
| Grigorij Otrepev         | Borís Godunov                  | Modest Mússorgski      |
| Principe Vasilij Golicyn | Khovànsxina                    | Musorgskij             |
| Ippolito                 | Fedra                          | Pizzetti               |
| Gherardo                 | Fra Gherardo                   | Pizzetti               |
| Lo straniero             | Lo straniero                   | Pizzetti               |
| Achille                  | Ifigenia                       | Pizzetti               |
| Cagliostro               | Cagliostro                     | Pizzetti               |
| Aligi                    | La figlia di Jorio             | Pizzetti               |
| Oreste                   | Clitennestra                   | Pizzetti               |
| Don Gerolamo             | Оbrutxenie v monastire         | Prokófiev              |
| Kuragin                  | Voina i mir                    | Prokófiev              |
| Rodolfo                  | La bohème                      | Puccini                |
| Mario Cavaradossi        | Tosca                          | Puccini                |
| Dick Johnson             | La fanciulla del West          | Puccini                |
| Luigi                    | Il tabarro                     | Puccini                |
| Ascher                   | Il Dibuk                       | Rocca                  |
| Cleomene                 | Le Siège de Corinthe           | Rossini                |
| Corrado                  | Griselda                       | Scarlatti              |
| Licinio                  | La Vestale                     | Spontini               |
| Erode                    | Salome                         | Strauss                |
| Egisto                   | Elektra                        | Strauss                |
| Edipo                    | Oedipus Rex                    | Ígor Stravinski        |
| Tom Rakewell             | The Rake's Progress            | Stravinski             |
| Ismaele                  | Nabucco                        | Verdi                  |
| Jacopo Foscari           | I due Foscari                  | Verdi                  |
| Macduff                  | Macbeth                        | Verdi                  |
| Duca di Mantova          | Rigoletto                      | Verdi                  |
| Gabriele Adorno          | Simon Boccanegra               | Verdi                  |
| Riccardo                 | Un ballo in maschera           | Verdi                  |
| Don Carlo                | Don Carlo                      | Verdi                  |
| Radamès                  | Aïda                           | Verdi                  |
| Erik                     | Der fliegende Holländer        | Wagner                 |
| David                    | Die Meistersinger von Nürnberg | Wagner                 |
| Max                      | Der Freischütz                 | Weber                  |
| Oberon                   | Oberon                         | Weber                  |
| Paolo Malatesta          | Francesca da Rimini            | Zandonai               |
| Gösta Berling            | I cavalieri di Ekebù           | Zandonai               |

## Televisió
- Il tabarro de Giacomo Puccini (1957), Orquestra i Cor de Milà de la Ràdio i Televisió Italiana, Programa Nacional, 23 de gener de 1957. Director: Oliviero De Fabritiis.

## Discografia
Gravats d'estudi

- Don Carlo, amb Nicola Rossi-Lemeni, Maria Caniglia, Paolo Silveri, Ebe Stignani, Giulio Neri, dir. Fernando Previtali - Cetra 1951
- Il tabarro, amb Carlo Tagliabue, Clara Petrella, dir. Oliviero De Fabritiis - RAI-Milan video 1956
- Medea, amb Maria Callas, Miriam Pirazzini, Renata Scotto, Giuseppe Modesti, dir. Tullio Serafin - EMI 1957

## Enregistraments en directe
- Un ballo in maschera, amb Ljuba Welitsch, Paolo Silveri, Jean Watson, dir. Vittorio Gui - Edimburg 1949 ed. Melodrama/IDIS
- Norma, amb Maria Callas, Ebe Stignani, Giacomo Vaghi, dir. Vittorio Gui - Londres 1952 ed. Melodrama/Legato/EMI
- Borís Godunov (en italià), amb Boris Christoff, Rina Corsi, Giuseppe Modesti, Angelo Mercuriali, dir. Artur Rodzinsky - RAI-Roma 1952 ed. GOP
- Guerra i pau, amb Ettore Bastianini, Franco Corelli, Fedora Barbieri, Rosanna Carteri, Anselmo Colzani, dir. Artur Rodzinski - Florència 1953 ed. Melodrama
- Don Carlo, amb Nicola Rossi-Lemeni, Enzo Mascherini, Maria Pedrini, Fedora Barbieri, dir. Franco Capuana - Gènova 1953 ed. Melodrama
- Don Carlo, amb Cesare Siepi, Enzo Mascherini, Antonietta Stella, Oralia Domínguez, dir. Mario Rossi - RAI-Torí 1954 ed. Cantus Classics
- Il tabarro, amb Ettore Bastianini, Clara Petrella, dir. Gabriele Santini - Florència 1955 ed. Lyric Distribution
- Nerone, amb Mario Petri, Anna De Cavalieri, Giangiacomo Guelfi,  dir. Franco Capuana - Nàpols 1957 ed. Cetra/GOP/Opera D'Oro
- I due Foscari, con Leyla Gencer, Giangiacomo Guelfi, dir. Tullio Serafin - Venezia 1957 ed. Cetra/Melodram/Myto
- Francesca da Rimini de Zandonai, amb Ilva Ligabue, Aldo Protti, Piero De Palma, dir. Nino Sanzogno - RAI-Roma 1958 ed. Lyric Distribution
- Simon Boccanegra, amb Tito Gobbi, Leyla Gencer, Ferruccio Mazzoli, dir. Mario Rossi - Nàpols 1958 ed. IDIS/Hardy Classic (video)
- Macbeth, amb Giuseppe Taddei, Leyla Gencer, Ferruccio Mazzoli, dir. Vittorio Gui - Palerm 1960 ed. GOP/Living Stage
- L'incoronazione di Poppea, amb Claudia Parada, Mirella Parutto, Boris Christoff, dir. Carlo Franci - Florència 1966 ed. Opera D'Oro